# Nguyễn Thế Thảo
Nguyễn Thế Thảo (sinh ngày 21 tháng 3 năm 1952) là một cựu chính khách Việt Nam. Ông nguyên là Ủy viên Ban Chấp hành Trung ương Đảng Cộng sản Việt Nam khoá IX, X và XI, Phó Bí thư Thành ủy, Chủ tịch Ủy ban nhân dân thành phố Hà Nội nhiệm kỳ (2007 - 2015), Ủy viên Ủy ban Đối ngoại của Quốc hội, Đại biểu Quốc hội Việt Nam khóa XI và XII., nguyên Bí thư Tỉnh ủy Bắc Ninh, Chủ tịch Ủy ban nhân dân tỉnh Bắc Ninh.

## Tiểu sử
Ông sinh ngày 21 tháng 3 năm 1952, nguyên quán tại phường Nhân Hòa, thị xã Quế Võ, tỉnh Bắc Ninh. Ông là Kiến trúc sư tốt nghiệp tại Ba Lan, Tiến sĩ Kinh tế và Lý luận Chính trị cao cấp.
Ông từng là cán bộ kỹ thuật Công ty Xây dựng số 5 (nay là Tổng Công ty Xây dựng số 5), Công ty xây dựng số 11. Năm 1993 ông chuyển sang làm quản lý nhà nước và lần lượt đảm nhiệm các chức vụ: Giám đốc Sở Xây dựng tỉnh Hà Bắc, Phó Chủ tịch HĐND tỉnh Hà Bắc, Phó Chủ tịch Ủy ban nhân dân tỉnh Bắc Ninh, Phó Bí thư Tỉnh ủy tỉnh kiêm Chủ tịch Ủy ban nhân dân tỉnh Bắc Ninh (nhiệm kì 2002-2005), Bí thư Tỉnh ủy tỉnh Bắc Ninh (nhiệm kỳ 2005-2011). Ngày 29 tháng 8 năm 2007, ông được Trung ương Đảng Cộng sản Việt Nam điều động từ vị trí đương nhiệm là Bí thư Tỉnh ủy Bắc Ninh (nhiệm kỳ 2005-2011) về Hà Nội làm Phó Bí thư Thành ủy kiêm Chủ tịch Ủy ban nhân dân thành phố Hà Nội.
Sau Đại hội XII năm 2016 ông nghỉ hưu.

## Tai tiếng chặt cây
Ông Thảo là chủ tịch UBND TP. Hà Nội. Trong giai đoạn cuối nhiệm kỳ của ông, thủ đô đã loại bỏ 6700 cây xanh trên 190 tuyến phố.

## Xin từ chức vụ
Sáng 1/12/2015, ông Phạm Quang Nghị thay mặt HĐND TP Hà Nội thông báo ông Nguyễn Thế Thảo đã có đơn xin thôi chức vụ, Bộ Chính trị và Thủ tướng Chính phủ đồng ý để ông Thảo thôi giữ chức Chủ tịch UBND Thành phố. Người kế nhiệm ông trong chức vụ này là Nguyễn Đức Chung (Đã bị khai trừ Đảng).

## Phê bình
- Trong cuộc Tọa đàm hôm 03/12/2015 của đài BBC, những người tham dự cho là ông Nguyễn Thế Thảo, trong 8 năm điều hành, đã không để lại một di sản nào ích lợi cho thành phố Hà Nội cả.[6]
- "Và nói tóm lại đấy là một nhiệm kỳ tồi tệ và tôi thấy thật là may mắn là ông ấy đã nghỉ," Tiến sỹ Xuân Diện nêu quan điểm khi nói về chủ tịch TP. Hà Nội: Nguyễn Thế Thảo